# Indian River (Fernsehserie)
Indian River (orig. The Forest Rangers) war die erste international erfolgreiche Farb-Fernsehserie aus Kanada. Von 1963 bis 1965 entstanden 104 halbstündige Folgen, 14 davon wurden 1968 und 1969 in der DDR ausgestrahlt. In der Bundesrepublik waren 54 in ihrer Handlung geschlossenen Folgen zwischen 1970 und 1973 im ZDF zu sehen.

## Handlung
Eine Gruppe jugendlicher Waldhüter kämpft unter der Führung von Peter Keeley in Indian River gegen die Bedrohung der Natur sowie gegen Diebe und Verbrecher an. Unterstützt werden sie von dem Indianer Joe Two Rivers, der ihnen mit seiner indianischen Erfahrung mit Rat und Tat zur Seite steht. Peters großer Bruder George Keeley, Chef der erwachsenen Forest Rangers, und der Mountie Sergeant Brian Scott versuchen in jeder Folge stets vergeblich, die Jugendlichen in ihrem Unternehmungsgeist zu bremsen.

## Hintergrund
Die Serie entstand ausschließlich in der kanadischen Provinz Ontario. Drehorte waren Gravenhurst, Toronto, Kleinburg, Mary Lake, King City, Whitney und Widdifield. Im Juni 2004 fand in Kleinburg ein Treffen ehemaliger Darsteller und Fans der Serie statt. Ein weiteres Treffen fand im Juni 2013 anlässlich des 50. Jubiläums der Serie statt.